# Kanton Auzon
Auzon is een voormalig kanton van het Franse departement Haute-Loire. Het kanton maakte deel uit van het arrondissement Brioude. Het werd opgeheven door het decreet van 17 februari 2014, met uitwerking op 22 maart 2015. Alle gemeenten werden opgenomen in het nieuwe kanton Sainte-Florine.

## Gemeenten
Het kanton Auzon omvatte de volgende gemeenten:
- Agnat
- Auzon (hoofdplaats)
- Azérat
- Champagnac-le-Vieux
- Chassignolles
- Frugerès-les-Mines
- Lempdes-sur-Allagnon
- Saint-Hilaire
- Saint-Vert
- Sainte-Florine
- Vergongheon
- Vézézoux